# Catharina Cornaro

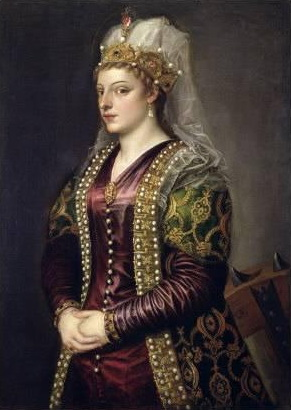
Portret van Catharina Coronaro door Titiaan

Catharina Cornaro (Venetië, 25 november 1454 - aldaar, 10 juli 1510) was een vrouw uit een Venetiaanse patriciërsfamilie. Zij werd koningin-gemaal van Cyprus door haar huwelijk met Jacobus II. Na zijn dood was ze regentes voor hun pasgeboren zoon Jacobus en na diens overlijden regerend vorstin. In 1489 deed ze onder druk van Venetië afstand van de troon en verliet Cyprus. Eenmaal terug in Italië vestigde ze zich in Asolo, waar ze een belangrijke mecenas en beschermvrouwe van kunstenaars werd.

## Jeugd en huwelijk
Catharina Cornaro was de dochter van Marco Cornaro en Fiorenza Crispo. Haar vader was een zeer rijke Venetiaanse patriciër, haar moeder was een dochter van de heer van Santorini. Als kind kreeg ze les in filosofie, poëzie, geschiedenis en klassieke talen maar ook in zang en dans. Vanaf haar tiende werd ze opgevoed in het klooster San Benedetto in Padua.
In 1468 werd er een huwelijksovereenkomst gesloten tussen Catharina Cornaro en de ca. 15 jaar oudere Jacobus II, koning van Cyprus, en nominaal koning van Jeruzalem en Armenië. De familie Cornaro had grote commerciële belangen in Cyprus en kon via dit huwelijk hun invloed vergroten. Van zijn kant wilde Jacobus II zijn banden met de machtige republiek Venetië versterken. Als onwettige zoon van de Cypriotische koning Jan II waren zijn aanspraken op de troon van Cyprus omstreden. In 1471 gaf de Senaat van Venetië Catharina Cornaro de titel dochter van de Republiek. Hiermee was ze als het ware door de staat Venetië geadopteerd; haar naam werd officieel Catharina Veneta. Ook kende de Senaat haar een zeer grote bruidsschat van honderd dukaten toe.
Het huwelijk werd in december 1472 in de kathedraal van Famagusta op Cyprus voltrokken; Catharina Cornaro werd gekroond tot koningin van Cyprus, Armenië en Jeruzalem.

## Regentes en koningin

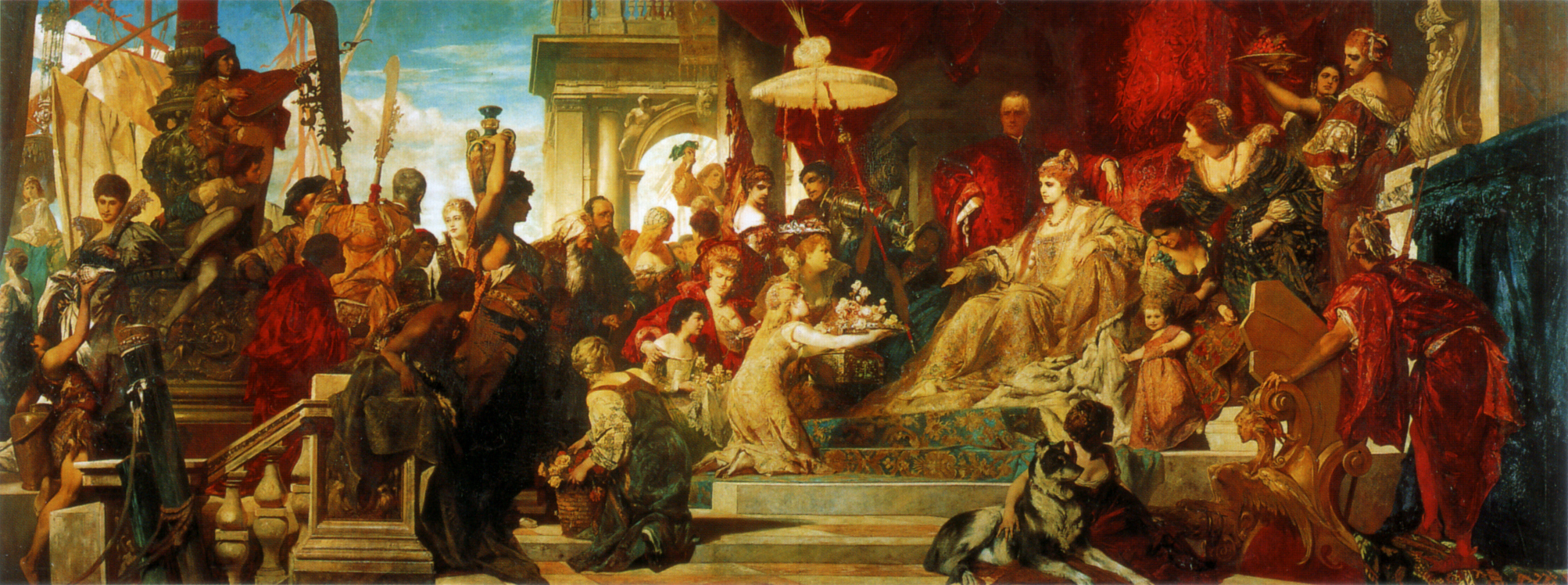
Schilderij van Hans Makart met de huldiging van Caterina Cornaro, 400 × 1060 cm

Koning Jacobus II stierf binnen een jaar na het huwelijk, op 11 juni 1473. Catharina Cornaro werd regentes voor hun zoon Jacobus III, die enkele maanden na de dood van zijn vader was geboren. De aartsbisschop van Nicosia wist met hulp van de koning van Napels de macht te grijpen. Cornaro was enige tijd zijn gevangene; twee van haar ooms werden ervan beschuldigd Jacobus II te hebben vermoord en ter dood gebracht. Door ingrijpen van Venetië werd zij weer in haar functie van regentes hersteld. Na de dood van Jacobus III in 1474, nog voor zijn eerste verjaardag, riep Venetië Catharina Cornaro uit tot regerend koningin. Zij werd bijgestaan door een raad van regenten, die door Venetië waren benoemd.
In Venetië groeide in de loop der jaren de vrees dat Catharina Cornaro zou hertrouwen (er was sprake van een huwelijk met een zoon van de koning van Napels) of dat zij zich los zou maken van haar Venetiaanse adviseurs en zelfstandig zou gaan regeren. In 1488 wist de Venetiaanse senaat haar na bemiddeling van haar vader en haar broer over te halen om afstand te doen van de troon. Ze vertrok van Cyprus waar zij zeer gewaardeerd werd.
Terug in Venetië kreeg zij een eervolle ontvangst, die veel later, rond 1872, is vastgelegd in een enorm schilderij van Hans Makart. Zij mocht haar koninklijke titel en haar bruidsschat houden, en kreeg een riant jaarinkomen. Een jaar later droeg Catharina in de San Marco haar kroon officieel over aan de Doge van Venetië. Cyprus zou tot 1571 in het bezit van Venetië blijven.

## Vrouwe van Asolo

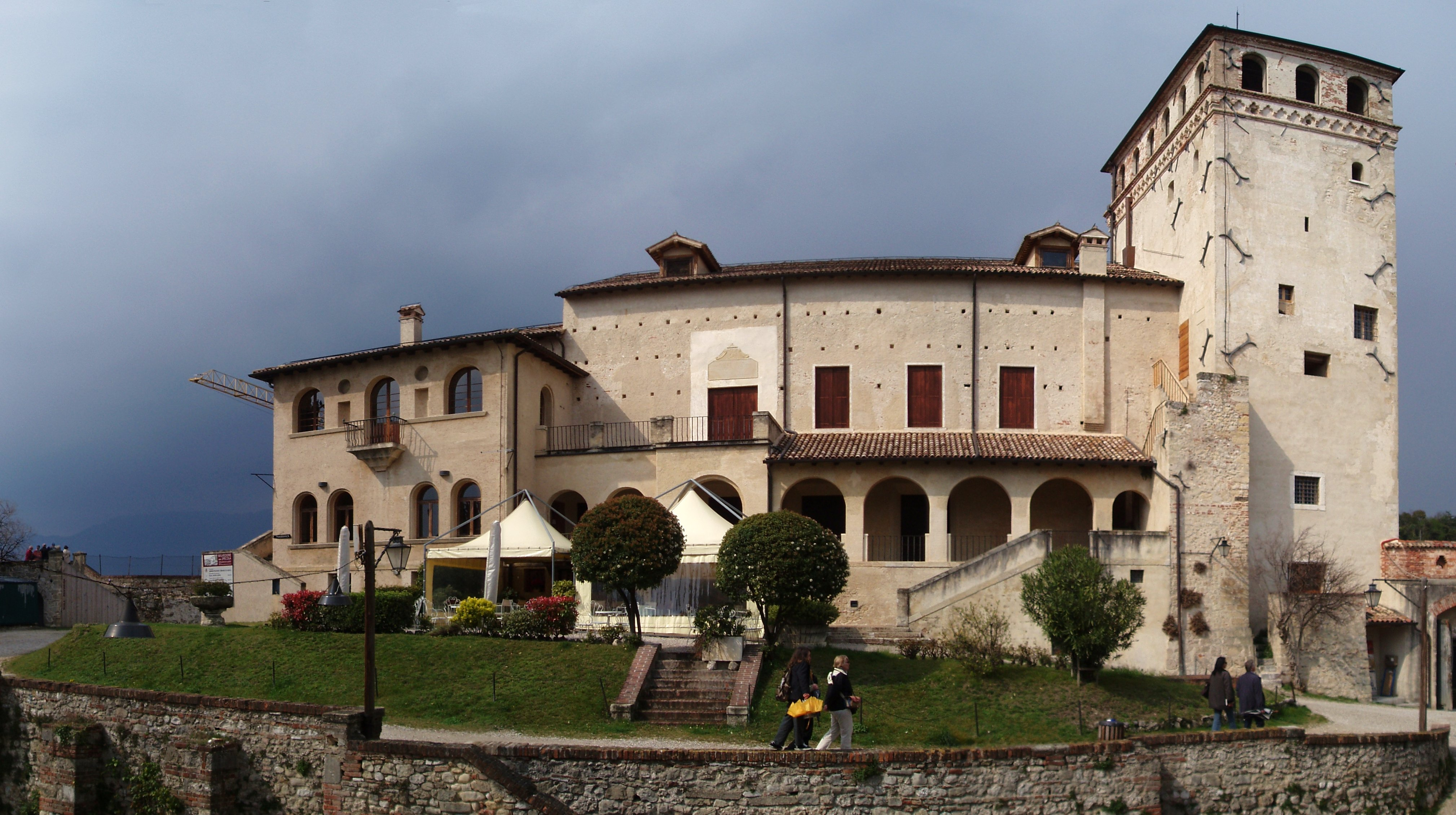
Kasteel in Asolo

De senaat schonk haar het district Asolo, waar ze zich in het plaatselijke kasteel vestigde.
Ze kreeg ook de titel Vrouwe van Asolo. Onder haar bewind ontwikkelde Asolo zich; ze voerde de zijde-industrie in en stimuleerde handel en bedrijvigheid. Haar hof werd een belangrijk cultureel centrum. Zij steunde dichters en schilders, en liet door Francesco Grazioli een indrukwekkend zomerverblijf bouwen in Altivole.
Toen in 1509 de troepen van keizer Maximilaan Noord-Italië binnenvielen moest Catharina Cornaro vluchten naar Venetië, waar ze in 1510 overleed. Zij werd net als andere leden van de Cornaro familie begraven in de Chiesa dei Santi Apostoli di Christo (stadsdeel Cannaregio), waar een kapel voor deze familie is aangebouwd. Ze werd 70 jaar later herbegraven in de Chiesa di San Salvador, toen haar grafmonument gereed was. Op dat monument, gemaakt door Bernardino Contino, is het moment afgebeeld waarop Cornaro de kroon van Cyprus overdraagt aan de doge.

## Kunst
Er bestaan meerdere portretten van Catharina Cornaro, onder andere door Titiaan, Giorgione en Gentile Bellini. Bellini beeldde haar ook af als biddende figuur in zijn schilderij over het wonder van het heilige kruis bij de San Lorenzo brug, dat tussen 1370 en 1382 zou hebben plaatsgevonden en waarbij een in het water gevallen relikwie op wonderbaarlijke manier bleef drijven.
Pietro Bembo verwijst in zijn Gli Asolani naar het rijke culturele leven in Asolo.
De opera's Catharina Cornaro (1841) door Franz Lachner en Caterina Cornaro (1844) door Gaetano Donizetti gaan over haar leven. De Duitse schrijfster Marie Luise Kaschnitz schreef het hoorspel Caterina Cornaro, dat ingaat op complottheorieën rond de dood van Jacobus II en diens zoontje dat postuum geboren werd.

Tijdens de regata storica die jaarlijks in Venetië wordt gehouden wordt de ontvangst van de koningin bij haar terugkeer in Venetië nagespeeld in een parade van boten. Daarna volgt de roeiwedstrijd van gondels.

Catharina Cornaro in de schilderkunst
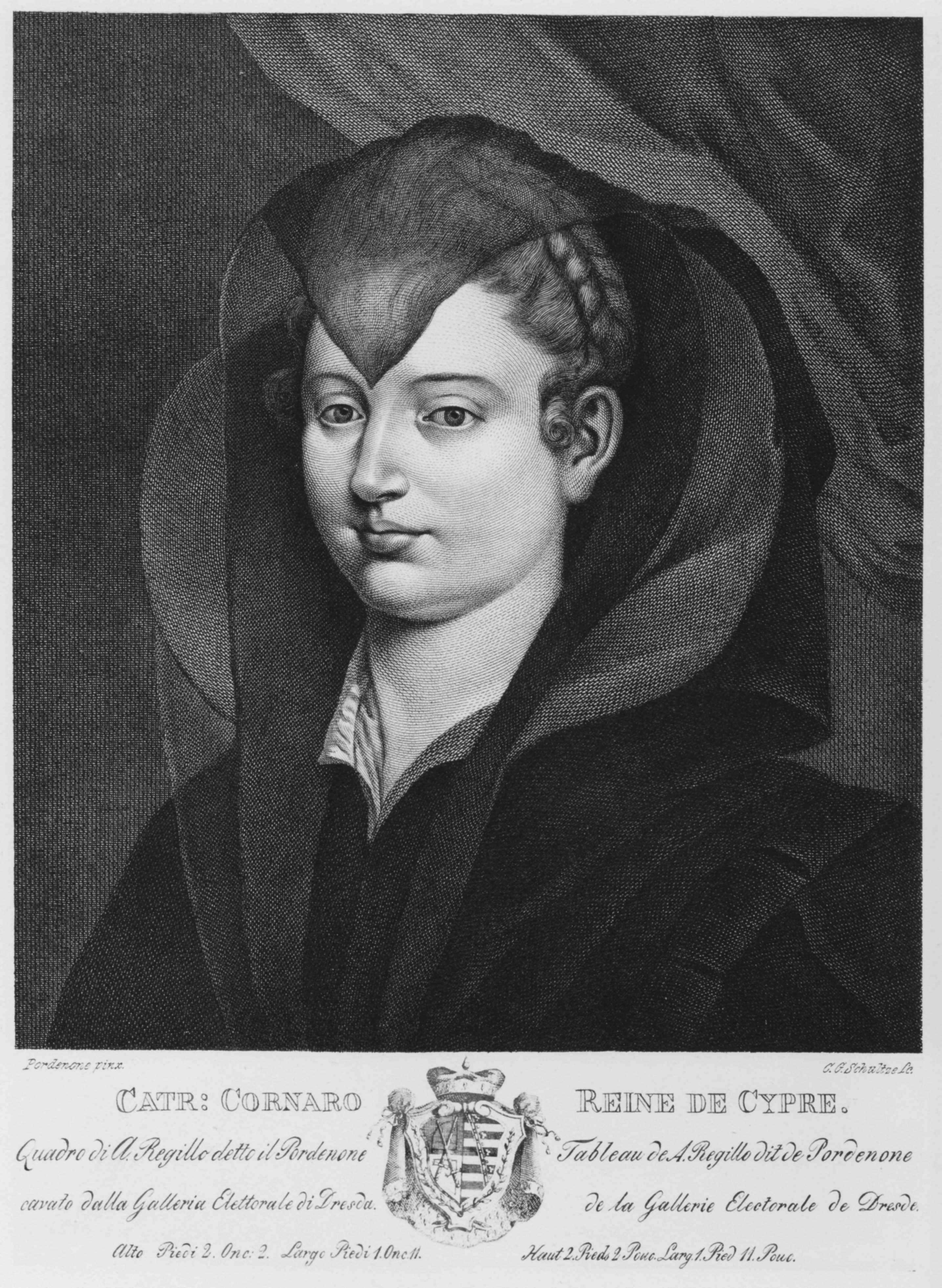
Catharina Cornaro in de rouw. Gravure van Christian Gottfried Schultze (ca. 1780) naar een ouder schilderij
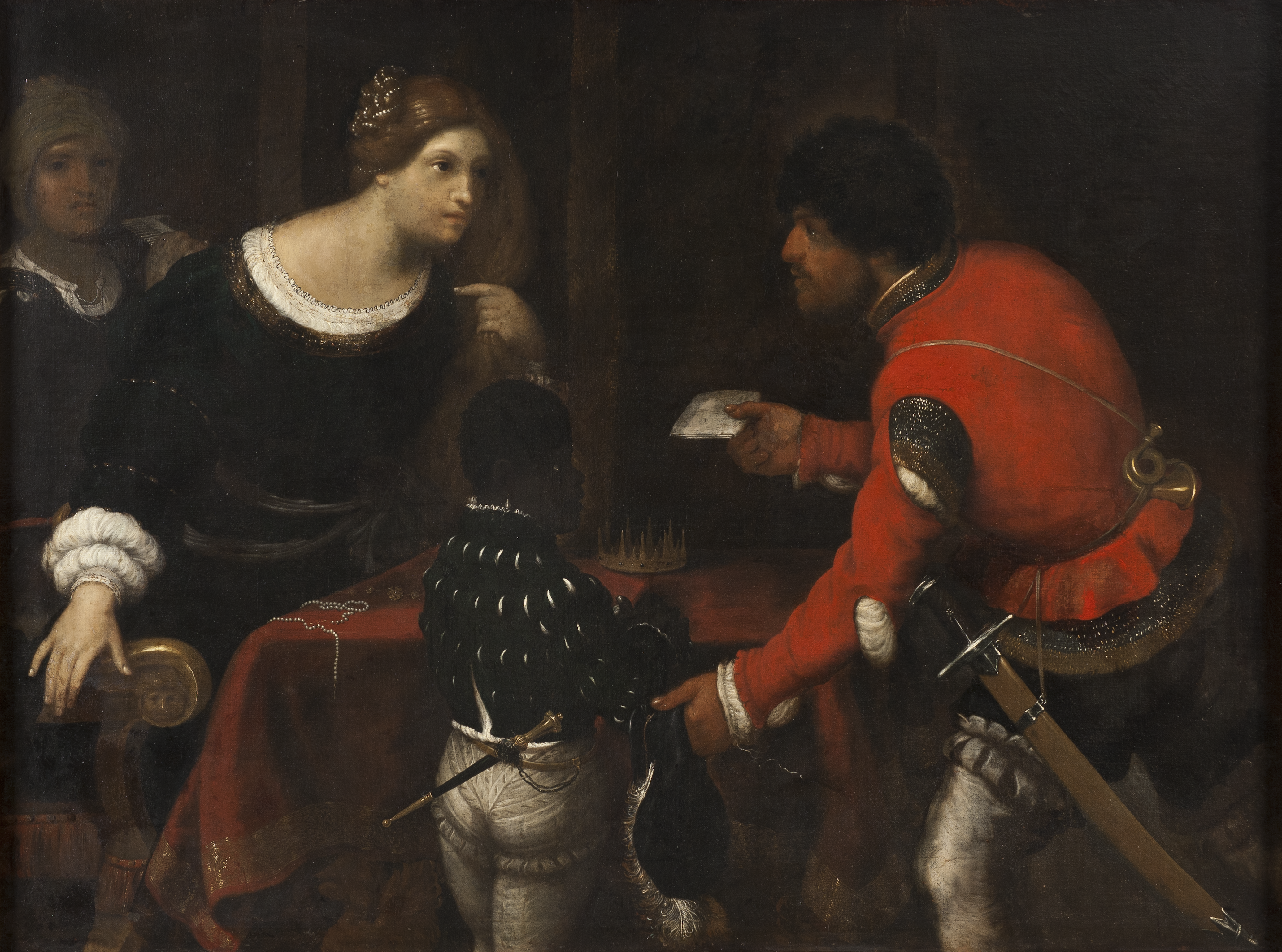
Catharina Cornaro ontvangt een brief van de raad - door Giuseppe Caletti
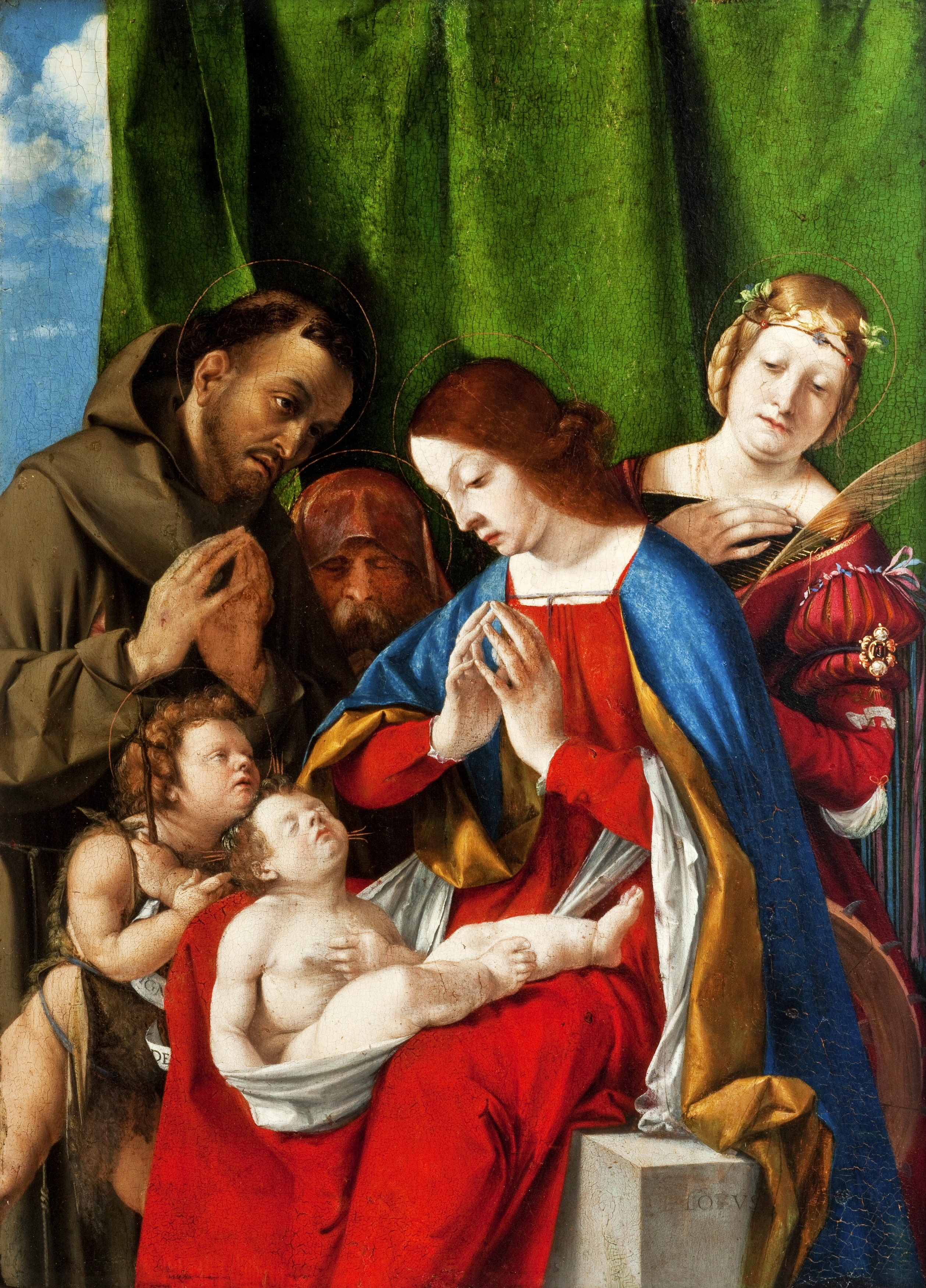
De aanbidding van het kind, door Lorenzo Lotto. De vrouw rechts achterin is Catharina Cornaro.
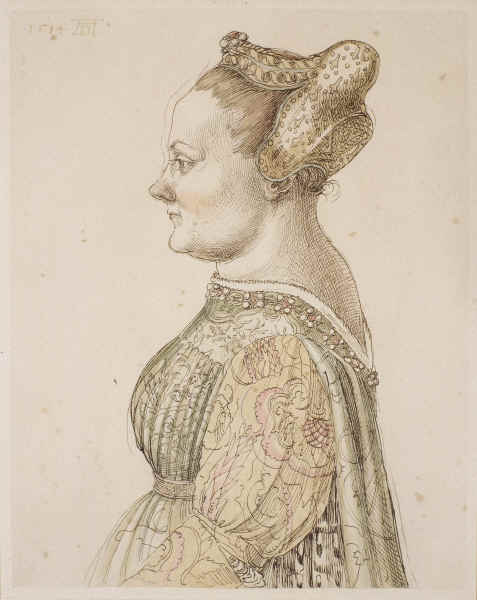
Catharina Cornaro door Albrecht Dürer
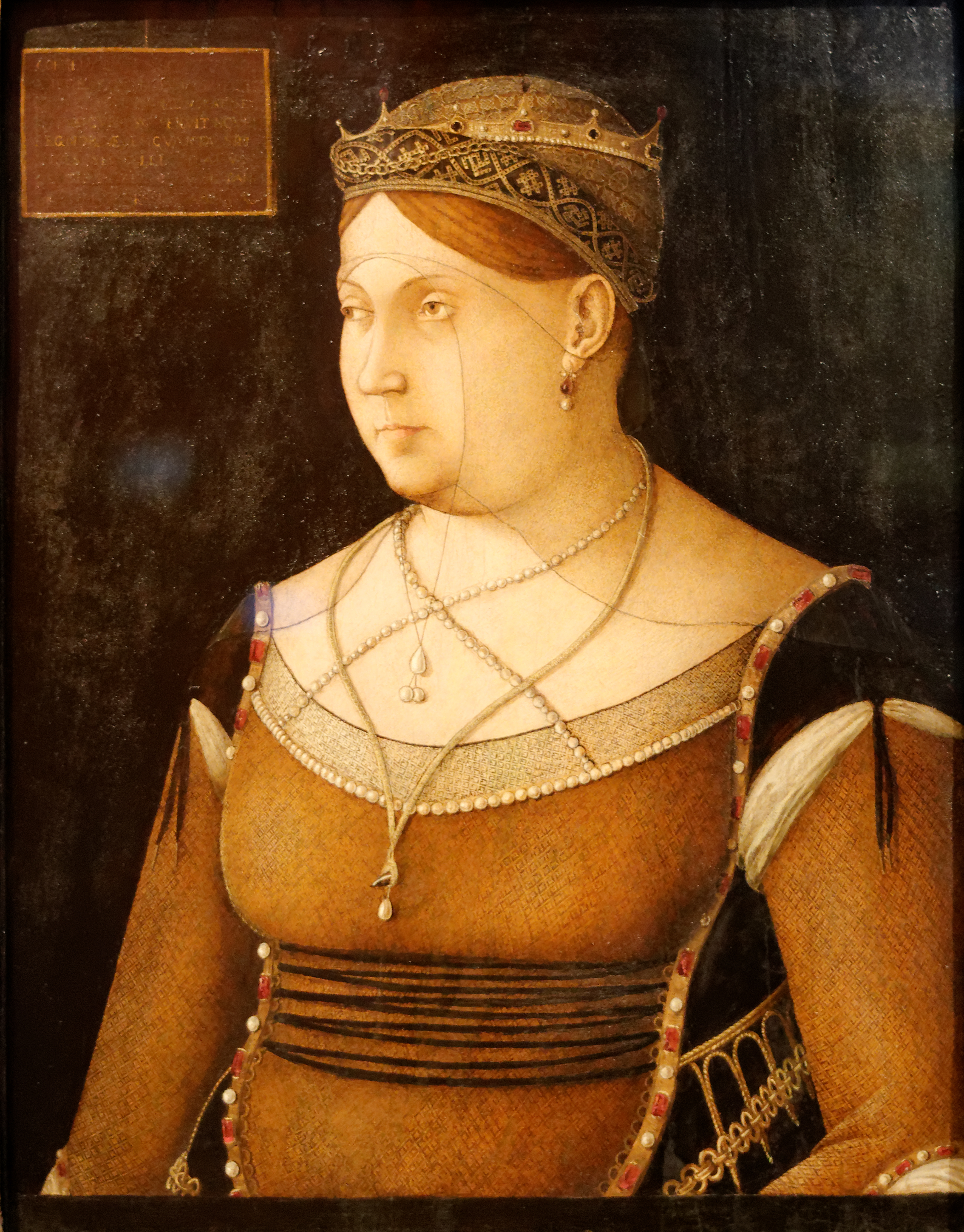
Catharina Cornaro door Gentile Bellini
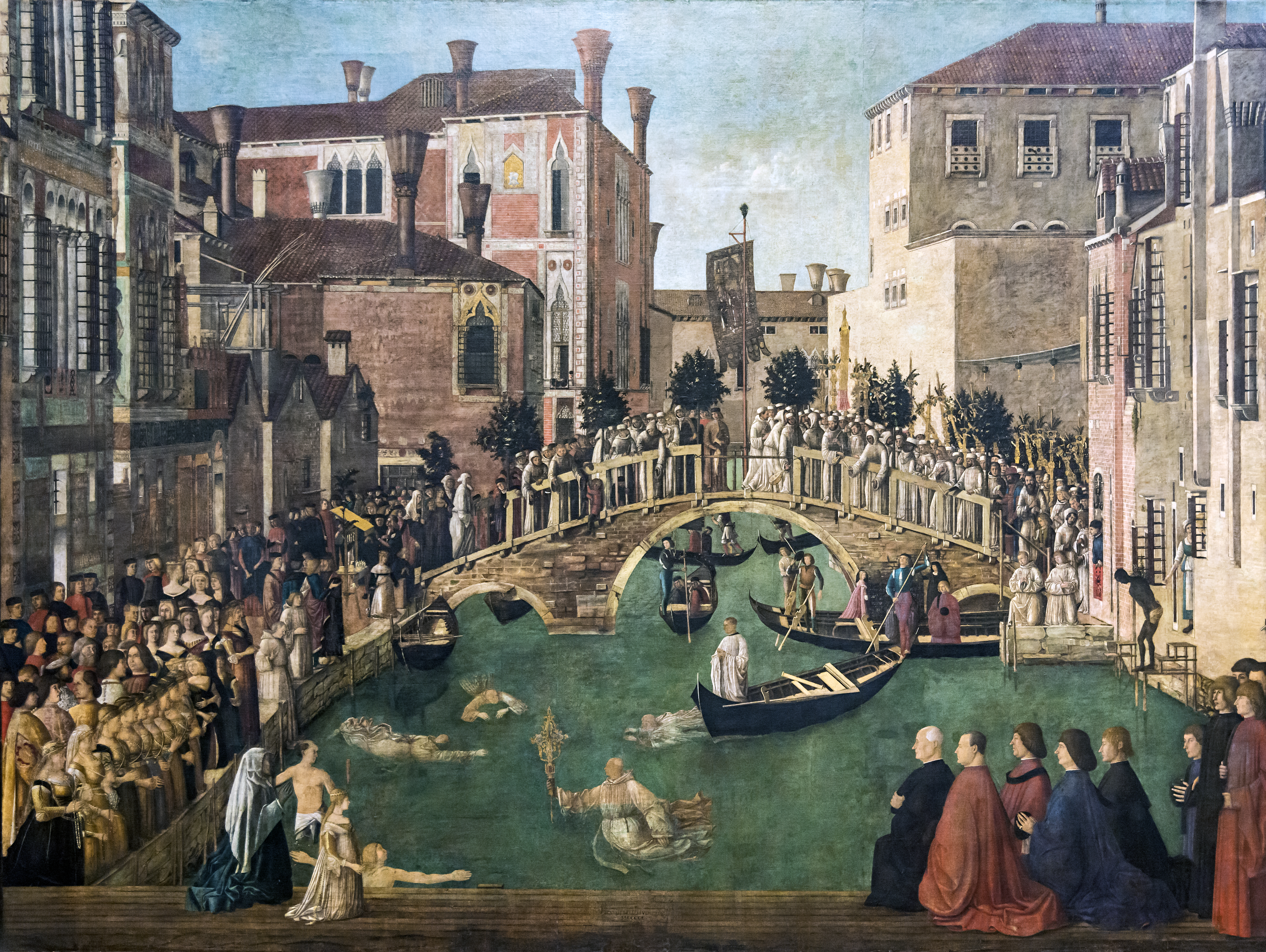
Het wonder van het heilige kruis bij de San Lorenzobrug, door Gentile Bellini. Catharina Cornaro is afgebeeld in de hoek linksonder.